# Rückseitendelta
Ein Rückseitendelta oder Rückstromdelta (auch rückläufiges Delta oder rückwärtiges Delta genannt) ist ein Sedimentkörper, der sich am landwärtigen Ausgang (der Rückseite) eines Seegatts bilden kann.

## Beschreibung
Im Unterschied zu einem Flussdelta entsteht der Sedimentkörper hier nicht durch die Tätigkeit eines Flusses, sondern durch marine Sedimentation, d. h. Transport und Ablagerung erfolgen durch Meeresströmungen: Bei Sturmereignissen wird sedimentreiches Meerwasser durch das Seegatt in die dahinterliegende Lagune gedrückt. Die Sedimentation erfolgt unmittelbar nach der Passage des Seegatts, weil dort die Strömungsgeschwindigkeit stark abfällt. Das überschüssige Wasser fließt entweder über strömungsabgewandte Seegatten aus der Lagune ab oder, falls solche nicht vorhanden sind, verlässt es die Lagune nach Abflauen des Sturmes über das gleiche Seegatt, jedoch mit weitaus geringeren Strömungsgeschwindigkeiten, sodass das Rückseitendelta nicht erodiert wird.

## Vorkommen
Bekannte Rückseitendeltas an der Ostseeküste sind die des Prerower Stroms (in Gestalt der Insel Schmidtbülten) und der Swine. Auch zumindest Teile der Großen Kirr südlich der Ortschaft Zingst könnten auf die Aktivität eines Rückseitendeltas zurückgehen, das sich am Ausgang eines heute verschlossenen Seegatts zwischen dem westlichen und dem zentralen Abschnitt der Halbinsel Zingst befand.
Im Westen des Asowschen Meeres bildet die Straße von Henitschesk ein Rückseitendelta in Richtung der Sywasch-Lagune. Sowohl im inneren als auch im äußeren Chaur al-Udaid am Persischen Golf in Katar entstehen derzeit noch weitgehend bzw. vollständig unter Wasser befindliche Rückseitendeltas.